# Gisele Zelauy
Gisele Zelauy (São Paulo, 17 de agosto de 1967) é uma ex-modelo brasileira.

## Carreira

### Modelo
Revelada num grande concurso de modelos promovido pelas Casas Pernambucanas em 1985, Gisele Zelauy tornou-se musa da Chanel nos anos 80, trabalhou por mais de dez anos com os mais conceituados fotógrafos internacionais de moda, como Richard Avedon, Peter Lindebergh e Mario Testino.
Emprestou sua irreverente presença cênica e sua beleza peculiar para campanhas de Moschino e dos perfumes Calvin Klein, também para o calendário Pirelli, entre inúmeras fotos para revistas e desfiles internacionais. Seu nariz adunco à moda Rossy de Palma e seu jeito irreverente e marcante de desfilar sempre foram sua marca registrada.
Sobre a modelo o estilista italiano Giorgio Armani chegou a declarar:
«Acho as modelos brasileiras muito bonitas. Nunca me esqueço de uma dos anos 80, também chamada Gisele [Zelauy]. Era lindíssima, sofisticadíssima. Tinha um rosto muito forte, um nariz grande. Era minha modelo favorita.»
Participou em 1998 do filme Alô?!, comédia de Mara Mourão, em que interpretava a personagem Gigi. Em 1993, a convite do designer gráfico Giovanni Bianco, virou a estrela da nova campanha dos sapatos Arezzo, inspirada em dois ícones do jet set internacional da década de 70, a atriz Marisa Berenson e Thalita Getty — uma milionária excêntrica.
Em abril de 1997, numa de suas emblemáticas aparições, uma Gisele careca e com um enorme rabo de cavalo causou frisson com sua performance cheia de trejeitos em desfile para sacoleiras nos galpões do Mart Center, em São Paulo.

### Pós-moda
A ex-modelo mora hoje em Nova York e tem uma agência (denominada «Gisele 360 Degrees») em que trabalha com jovens fotógrafos. Por residir na Big Apple americana há muitos anos, a modelo foi testemunha ocular do atentado ocorrido no 11 de setembro, o qual narrou ao site IG.